# Contea di Berrigan
La contea di Berrigan è una Local Government Area che si trova nel Nuovo Galles del Sud. Essa si estende su una superficie di 2.067 chilometri quadrati e ha una popolazione di 8.644 abitanti. La sede del consiglio si trova a Berrigan.